# Fantômette amoureuse
Fantômette amoureuse est le 53e roman de la série humoristique Fantômette créée par Georges Chaulet. Ce roman, publié en 2011 dans le livre Les Secrets de Fantômette  (ISBN 978-2-01-202157-0) est le dernier roman de la série. L'auteur décèdera d'ailleurs l'année suivante.
Le récit présente les principaux personnages de la série environ 10 ou 12 ans après les aventures évoquées dans les 52 précédents romans. Ainsi Françoise est devenue une jeune femme de 22 ans et employée de banque ; Ficelle est étalagiste aux Galeries Farfouillettes ; Boulotte travaille chez un traiteur et livre des repas ; le prince d'Alpaga, jadis complice du Furet, a créé sa boutique de haute couture. Françoise, qui a cessé d'être Fantômette depuis plusieurs années, remet ses habits d'aventurière pour enquêter sur une tentative d'attaque à main armée de la banque dans laquelle elle travaille.

## Personnages principaux
- Personnages récurrents
  - Françoise Dupont / Fantômette : héroïne du roman.
  - Ficelle : amie de Françoise et de Boulotte.
  - Boulotte : amie de Françoise et de Ficelle.
  - « Œil de Lynx » : journaliste, ami de Fantômette.

- Personnages liés au roman
  - Ray Volvert[1] : disc jockey au sein de la discothèque de Framboisy.
  - « Dinozor » (Fernandino Zoroastro) : barman au sein de la discothèque de Framboisy.
  - M. Boulon : garagiste à Framboisy.
  - Commissaire Pomme : chef de la police de Framboisy.
  - Sébastien Voilàduboudin : assureur à la compagnie « Assurances La Radine ».
  - Diabolo : chat de Françoise.

## Résumé
Remarque : le résumé est basé sur l'édition parue au sein de Les Secrets de Fantômette, pages 148 à 246 (éd. Hachette, collection « Les classiques de la Rose »).

### Mise en place de l'intrigue
Chapitres 1 à 6.
Un homme au visage caché attaque à Framboisy une agence de la Banque du Crédit Exorbitant : il ordonne à la caissière de lui remettre le contenu de la caisse. La caissière, Françoise Dupont, désormais âgée de 22 ans, lui remet l'argent réclamé mais, lorsque l’homme sort de la banque et enfourche sa moto, le rattrape et récupère le sac contenant l'argent. Au guidon de sa moto l'homme repart bredouille.
Plus tard dans la journée, Françoise rencontre successivement son ami Œil de Lynx, toujours journaliste, puis Boulotte qui travaille chez un traiteur et livre des repas.
Puis Françoise constate qu'une boutique d'habillement (enseigne « La Couturerie romaine ») vient d'ouvrir ses portes : elle découvre qu'elle est gérée par l'ancien complice du Furet, « le prince d'Alpaga », qui lui dit s'appeler Bravo Braconcino. L'homme semble être devenu honnête. Pour se faire pardonner ses actions passées, il propose à Françoise de créer pour elle un costume de Fantômette. Il prend ses mesures (le costume sera livré à la jeune femme le lendemain).
Enfin Françoise rencontre son amie Ficelle. Celle-ci, qui est étalagiste aux Galeries Farfouillettes, est persuadée à tort que le sous-directeur du grand magasin est amoureux d'elle. Ficelle a obtenu son permis de conduire à la 12e tentative et vient d'acquérir, fort cher, l'antique 2CV d'Œil de Lynx. Ficelle a entendu parler de l'attaque à main armée à la banque et propose à Françoise et Boulotte de fonder une agence de détectives.

### Enquête et aventures
Chapitres 7 à 16.
Françoise a vu la moto avec laquelle le fuyard s'est échappé : elle connaît sa marque, ses couleurs et sa forme. Se rendant en boîte de nuit avec Boulotte qui y livre des repas et qui se fait courtiser par le barman « Dinozor » (Fernandino Zoroastro), elle y découvre la moto. Elle suppose que le voleur vient de temps en temps dans cette boîte de nuit.
Au fil de son enquête, Françoise en vient à soupçonner Ray Volvert, le DJ de la boîte de nuit, d'être le braqueur de la banque. Et elle croit reconnaître en lui Éric, le fils du Masque d'Argent. Il y a quelques années, elle avait combattu le père et le fils à diverses reprises, les empêchant de réussir leurs projets criminels. La dernière fois qu'elle l'a croisé (Fantômette a la main verte - 2007), Éric lui avait sauvé la vie et lui avait envoyé plus tard un message ambigu. Aujourd'hui, Éric a lui-aussi pris quelques années et est devenu très grand et très bel homme. Il a toujours ses beaux yeux bleus.
À la suite d'un concours de karaoké remporté haut la main par Ficelle (et ceci aura des conséquences importantes pour le futur des protagonistes), Françoise « perquisitionne » l'appartement de Ray Volvert / Éric et y récupère un magnétophone qu'elle y avait caché peu avant. Éric, revenu chercher un CD, tombe sur elle. Une discussion a lieu entre eux. La stature et la beauté d'Éric font chavirer le cœur de Françoise qui pense qu'il est dommage qu'un si beau jeune homme soit délinquant.
Peu de temps après, elle découvre en écoutant la bande magnétique du magnétophone qu'Éric et son complice Dinozor s'apprêtent à cambrioler un magasin ouvert récemment en ville. Par déduction, elle suppose qu'il s'agit du magasin ouvert par Bravo Braconcino (ex-« Alpaga »). Aidée d'Œil de Lynx, Françoise surveille discrètement le magasin. Elle est témoin du cambriolage par Éric et Dinozor. Or ce dernier n'est autre que le neveu de Bravo Braconcino et la discussion enregistrée sur la bande magnétique laisse penser que ce dernier avait connaissance du cambriolage projeté.
Françoise pense que le trio est de mèche et qu'il s'agit d'une escroquerie à l’assurance : le cambriolage permettrait à Bravo Braconcino de percevoir une indemnité d'assurance (qui serait partagée entre les membres du trio), tout en conservant les effets censés volés. Françoise se rend chez Braconcino  et lui fait part de ses déductions. Elle lui indique aussi qu'elle a la preuve du vol commis par son neveu et Éric. Si Braconcino reconnaît la tentative de fraude, il lui apprend qu'Éric, Dinozor et lui-même ont en réalité décidé d'en finir avec ces actes de délinquance stupides et foireux[style à revoir] : ils ont décidé de ne pas demander d'indemnité d'assurance et de vivre honnêtement, d'autant plus qu'Éric a dans la tête des projets professionnels intéressants.

### Dénouement et révélations finales
Chapitres 17 à 19.
Françoise apprend avec stupéfaction qu'Éric a, non seulement renoncé à ses activités délinquantes, mais aussi décidé de créer un groupe de rock. Il a découvert que Boulotte a des talents inattendus et exceptionnels en matière de batterie, et que Ficelle, si elle chante fort et mal, correspond à l'esprit du public : depuis quand veut-on qu'un chanteur de rock chante bien et juste ? Éric se dit persuadé que Françoise pourra contrebalancer la voix de crécelle de Ficelle par une tessiture chaude et mélodieuse. Dinozor sera le guitariste du groupe, lui-même sera chargé du synthétiseur et Braconcino créera les costumes.
Tout le monde est d'accord pour former le groupe. Reste à lui trouver un nom. Ficelle propose « Les Fantômes » en référence à Fantômette et suggère que Françoise porte le costume de Fantômette créé par Braconcino. Le nom du groupe et la proposition de Ficelle sont adoptés à l'unanimité. Une tournée est prévue prochainement.
Dans la dernière page du roman, Ficelle constate que Boulotte et Dinozor sont très proches l'un de l'autre ; elle constate aussi la naissance d'une idylle entre Françoise et Éric :
« Françoise et Éric se sont éloignés dans une allée. Ils marchent d'un pas tranquille, en se tenant par la taille. (…) Fantômette et le fils du Masque d'Argent s'arrêtent de temps en temps, s'enlacent. Leurs lèvres se joignent. »
Quand Ficelle apprend que le sous-directeur des Galeries Farfouillettes va épouser une autre vendeuse, Ficelle tombe de haut, elle qui se croyait aimée par le sous-directeur. Elle va conter son malheur à Bravo Braconcino. Les deux dernières lignes du roman peuvent laisser penser à une future idylle entre la jeune femme et le couturier :
« Le Maître Tailleur l'a aussitôt priée de se rendre d'urgence dans sa boutique de l'avenue Théodore-Théodule afin de prendre ses mesures pour lui confectionner une nuisette en soie extra-légère. Une œuvre vestimentaire des plus artistiques qui nécessitera, selon le Maître, un nombre d'essayages assez conséquent. »

## Autour du roman
- Dans Fantômette dans le piège (1972), Ficelle avait jadis, dans l'épilogue du roman, fait part à Françoise et à Boulotte de son envie de créer « l'Agence Ficelle », une agence de détectives privés.
- Dans Fantômette et le Dragon d'or (1980), et plus précisément dans l'« épilogue fortement artistique » (sic), Ficelle avait déjà annoncé à Françoise et à Boulotte son intention de devenir une vedette de la chanson. Elle avait écrit à cet effet une chanson qui ne comportait que des onomatopées.
- Apparitions d'Éric dans la série :
  - Fantômette dans l'espace (1977) - n° 34 de la série
  - Fantômette et les 40 Milliards (1978) - n° 37 de la série
  - Fantômette et le Dragon d'or (1980) - n° 41 de la série
  - Fantômette a la main verte (2007) - n° 51 de la série
  - Fantômette amoureuse (2011) - n° 53 de la série